# مردم گجراتی
مردم گجراتی (انگلیسی: Gujarati people) یا گجراتی‌ها گروه قومی-زبانی هندوآریایی هستند که ریشه دودمان یا پیشینه آنها به ناحیه ای از شبه‌قاره هند که به‌طور عمده بر حول ایالت گجرات در غرب هند کنونی، بازمی‌گردد یا اینکه ساکن آنجا هستند. آنها به‌طور عمده به زبان گجراتی، یک زبان هندوآریایی صحبت می‌کنند. در حالیکه گجراتی‌ها بیشتر در گجرات ساکن هستند، بخشی از آنها در سراسر جهان به صورت پراکنده زندگی می‌کنند. گجراتی‌های داخل هند و جماعت پراکنده آنها در سرتاسر جهان، کارآفرینان و کارخانه دار برجسته ای هستند و سرمایه اجتماعی بالا را تداوم می‌بخشند. بسیاری از فعالان استقلال‌طلبی همچون مهاتما گاندی، محمد علی جناح و والابای پاتل گجراتی بودند.

## موقعیت‌های جغرافیایی
با وجود مهاجرت‌های قابل توجهی که به‌طور عمده به دلایل اقتصادی صورت گرفته‌است، بیشتر گجراتی‌های هند در ایالت گجرات در غرب هند زندگی می‌کنند. گجراتی‌ها همچنین بخش قابل توجهی از جمعیت را در کلان‌شهر بمبئی که در جوار ایالت قرار داشته و قلمرو اتحادیه دادرا و نگر حویلی و دامان و دیو، مایملک استعماری سابق پرتغال، را تشکیل می‌دهند. جوامع مهاجر بسیار بزرگی از گجراتی‌ها در مناطق دیگری از هند، به خصوص در بمبئی، پونه، دهلی، کلکته، چنای، بنگلور و شهرهای دیگر مانند کوچی وجود دارند. در طول تاریخ، گجراتی‌ها به عنوان بزرگ‌ترین تاجران، کارخانه داران و کارآفرینان کسب و کار هند، شهرت پیدا کرده‌اند و بدین ترتیب در صدر مهاجران به سراسر دنیا قرار داشته‌اند، به ویژه در نواحی همچون فیجی، هنگ کنگ، مالایا، شرق آفریقا و آفریقای جنوبی که بخشی از امپراتوری بریتانیا بودند. قدمت شبکه فرامرزی و جوامع دور از وطن گجراتی در بسیاری از این کشورها به بیش از یک قرن بازمی‌گردد. در دهه‌های اخیر، شمار بیشتری از گجراتی‌ها به کشورهای انگلیسی-زبان همچون بریتانیا، استرالیا، نیوزیلند، کانادا و ایالات متحده آمریکا مهاجرت کرده‌اند.

## افراد شاخص
مقاله اصلی: فهرست مردم گجرات
بازرگان
- ادی گودرج
- آنیل امبانی
- عظیم پرمجی
- بهارات دسای
- دیروبهائی امبانی
- دیلیپ شانگهوی
- گوتام ادانی
- کی‌ران مازومدار-شاو
- موکش امبانی
- پانکاج پاتل
- راتان تاتا
- اودای کوتاک

سیاستمدار
| نام                      | کشور    | جایگاه                                                                |
| ------------------------ | ------- | --------------------------------------------------------------------- |
| مهاتما گاندی             | هند     | رهبری مبارزه هند برای استقلال، که به پدر هند معروف است.               |
| نارندرا مودی             | هند     | نخست‌وزیر کنونی هند (۲۰۱۴ -)                                           |
| محمد علی جناح            | پاکستان | وکیلی توانا و بنیانگذار پاکستان، که به پدر پاکستان معروف است.         |
| سردار والابای پاتل       | هند     | رهبری مبارزه هند برای استقلال، اولین قائم‌مقام نخست‌وزیر هندوستان       |
| آمیت شاه                 | هند     | وزیر کشور کنونی هند                                                   |
| مورارجی دسای             | هند     | نخست‌وزیر سابق هند (۱۹۷۷–۱۹۷۹)                                         |
| احمد پاتل                | هند     | نماینده مجلس                                                          |
| فاطمه جناح               | پاکستان | چهره سیاسی و رهبری تأسیس پاکستان                                      |
| ابراهیم اسماعیل چندریگار | پاکستان | نخست‌وزیر سابق پاکستان (۱۹۵۷)                                          |
| محمود هارون              | پاکستان | سیاستمدار باتجربه                                                     |
| عبدالله حسین هارون       | پاکستان | وزیر امور خارجه سابق و نماینده پاکستان در سازمان ملل متحد (۲۰۰۸–۲۰۱۲) |

فعال اجتماعی
- دینندا سرسوتی
- ویکرام سارابهای

هنر و سرگرمی
- تیان آمبانی
- آنیس بازمی
- ماهش بات[۳۱]
- آلیا بات
- پوجا بات
- سمیر داتانی[۳۲]
- کاریشما تانا[۳۳]
- کتکی داو
- آنوپ دسای
- منموهان دسای[۳۴]
- راشامی دسای
- پراچی دسای
- پوجا گور
- اون جوگیا
- دیلیپ جوشی
- پوربی جوشی
- ساریتا جوشی
- محبوب خان
- سانجیو کومار،[۳۵]
- جکی شروف،[۳۶]
- دیمپل کاپادیا،[۳۷]
- آشوک مانکاد[۳۸]
- اسماعیل مرچنت[۳۹]
- کایرن مور
- آدیتای پانچولی
- آشا پارک[۴۰]
- آمیشا پاتل
- دو پتل
- راوی پاتل
- سوپریا پاتاک
- کل پن
- شکهار راوجینی[۴۱]
- نیشا راوال
- پارش راوال
- پایال روهاتگی
- واتسال شتس[۴۲]
- نائومی اسکات
- ساتیش شاه
- ایشا شاروانی،[۴۳][۴۴]
- سنجیدا شیخ[۴۵]
- فاروغ شیخ[۴۶]
- شیتال شث
- پنکاج ادهاس
- دیشا واکانی
- آلکا یاگنیک
- شفالی زاریوالا

علم و تکنولوژی
- پراناو میستری
- ویکرام سارابهای